# Piotr Rysiukiewicz
Piotr Grzegorz Rysiukiewicz (ur. 14 lipca 1974 w Świebodzinie) – polski lekkoatleta, sprinter.

## Osiągnięcia
Zawodnik Zewu Świebodzin i Śląska Wrocław, podopieczny trenera Józefa Lisowskiego. Trzykrotny olimpijczyk: Atlanta (6. miejsce w sztafecie 4 x 400 m - 3:00,96 s), Sydney (6. miejsce w sztafecie 4 x 400 m - 3:03,22 s) i Ateny 2004 (elim. 4x400). 5-krotny rekordzista kraju (w sztafetach reprezentacyjnych i klubowych 4 x 400. 7-krotny mistrz Polski: na 400 m (1996, 1999, 2002) i 4 x 400 m (1996-1999) oraz 2-krotny halowy mistrz Polski w biegu na 400 m (2002, 2005).
Jego największe sukcesy związane są z reprezentacyjną sztafetą 4 x 400 m. U progu kariery wywalczył brązowy medal mistrzostw Europy juniorów (1993 - 3:08,75 s). W mistrzostwach świata zajął ze sztafetą 5. miejsce w Göteborgu (1995 - 3:03,84 s), 3. w Atenach (1997 - 3:00,26 s), 3. w Edmonton (2001 - 2:59,71 s) i 5. w Helsinkach (2005 - 3:00,58 s). Na HMŚ wywalczył wraz z kolegami złoty medal w Lizbonie (2001 - 3:04,47 s), srebrny medal w Maebashi (1999 - 3:03,01 s; halowy rekord Europy) oraz brązowy w Birmingham (2003 - biegł w eliminacjach).
W mistrzostwach Europy sztafeta zajęła 6 m. w Helsinkach (1994 - 3:04,22 s) oraz wywalczyła srebrny medal w Budapeszcie (1998 - 2:58,88 s) i brązowy w Göteborgu (2006 - 3:01,73 s). Podczas halowych mistrzostw Europy w Wiedniu (2002) sztafeta z Rysiukiewiczem wywalczyła złoty medal (3:05,50 s).
Rysiukiewicz zdobył także z partnerami ze sztafety złoty (po dyskwalifikacji za doping pierwszych na mecie Amerykanów) medal Igrzysk Dobrej Woli w 1998 (2:58,00 s - aktualny rekord Polski) oraz dwa złote (1999 - 3:02,78 s; 2003 - 3:11,26 s) i srebrny medal (1995 - 3:04,58 s) Światowych Igrzysk Wojskowych. W superlidze Pucharu Europy zajmował ze sztafetą: 1. miejsce w Bremie (2001 - 3:01,79 s), 1. miejsce w Monachium (2007 - 3:01,70 s) i 2. w Paryżu (1999 - 3:01,06 s). W I lidze PE był w sztafecie 3-krotnie pierwszy (1994 - 3:06,52 s; 1997 - 3:01,15 s; 1998 - 3:02,82 s). Zwyciężył również w sztafecie 200-400-600-800 m podczas Halowego Pucharu Europy (2003 - 4:15,18 s).
Pod koniec listopada 2008 został prezesem Dolnośląskiego Związku Lekkiej Atletyki i delegatem na zjazd PZLA. Jest jedną z najmłodszych osób na tym stanowisku w historii okręgowych związków.
Autor i reżyser cyklu telewizyjnego dla młodzieży pt. "Zostań Mistrzem". Program z udziałem gwiazd polskiego sportu, emitowany na antenie TVP INFO, przybliżał młodym widzom arkana sportu.
Starszy brat Agnieszki - sprinterki.

## Rekordy życiowe
Na stadionie
- bieg na 200 m – 21,31 s. (8 sierpnia 1999, Sopot)
- bieg na 400 m – 45,54 s. (23 sierpnia 1999, Sewilla) – 18. wynik w historii polskiej lekkoatletyki[2]

W hali
- bieg na 200 m – 21,65 s. (12 lutego 2005, Spała)
- bieg na 400 m – 46,28 s. (2 marca 2002, Wiedeń) – 3. wynik w historii polskiej lekkoatletyki